# Shameik Moore
Shameik Alti Moore (Atlanta, 1995. május 4. –) amerikai színész és zenész.
Játékfilmes debütálása a Kábszer (2015) című filmben volt, legismertebb szerepe pedig Miles Morales / Pókember hangja a Pókember: Irány a Pókverzum! (2018) című animációs filmben és annak folytatásában, a Pókember: A pókverzumon átban (2023). A Wu-Tang Clan egyik tagját, Raekwont alakította a Hulu Wu-Tang: Egy amerikai saga című sorozatban.

## Fiatalkora
1995. május 4-én született a Georgia állambeli Atlantában. A Druid Hills High Schoolba járt. Családja Jamaikából származik.

## Pályafutása
Kisebb szerepekkel kezdte pályafutását olyan sorozatokban és filmekben, mint a Tyler Perry’s House of Payne, a Reed Between the Lines és az Örömzene. 2013-ban kapta meg első főszerepét az Incredible Crew című szkeccsvígjáték-sorozatban, amelyet a Cartoon Network sugárzott, de egy évad után elkaszáltak. 2015-ben vált ismertté Malcolm megformálásával a Kábszer című filmben, amelyet a Sundance Filmfesztiválon mutattak be. Az IndieWire  beválogatta „A 2015-ös Sundance Filmfesztivál 12 legnagyobb áttörése” közé. Szintén főszerepet játszott a Netflix 2016-os The Get Down című sorozatában, amelyet 2017-ben, egy évad után töröltek.  Moore szinkronizálta Miles Moralest a Sony Pictures Animation Pókember: Irány a Pókverzum! című animációs filmjében, majd visszatért a szerephez a Pókember: A pókverzumon át és a készülő Spider-Man: Beyond the Spider-Verse filmekben is. 2019 és 2023 között Raekwont alakította a Hulu Wu-Tang: Egy amerikai saga című sorozatában.

## Filmográfia

### Film
| Év   | Magyar cím                                          | Eredeti cím                         | Szerep                            | Magyar hang   |
| ---- | --------------------------------------------------- | ----------------------------------- | --------------------------------- | ------------- |
| 2012 | Örömzene                                            | Joyful Noise                        | kórusvezető                       |               |
| 2015 | Kábszer                                             | Dope                                | Malcolm Adekanbi                  | Penke Bence   |
| 2018 | Színlelők                                           | The Pretenders                      | Phil                              | Szalay Bence  |
| 2018 | Pókember: Irány a Pókverzum!                        | Spider-Man: Into the Spider-Verse   | Miles Morales / Pókember (hangja) | Jéger Zsombor |
| 2019 | Behavazva                                           | Let It Snow                         | Stuart Bale                       | Penke Bence   |
| 2020 |                                                     | Cut Throat City                     | Blink                             |               |
| 2022 | Szamaritánus                                        | Samaritan                           | Devin Holloway                    |               |
| 2023 | Pókember: A pókverzumon át                          | Spider-Man: Across the Spider-Verse | Miles Morales / Pókember (hangja) | Jéger Zsombor |
| 2023 | The Spider Within: A Spider-Verse Story (rövidfilm) |                                     | Miles Morales / Pókember (hangja) |               |
| 2024 |                                                     | The Gutter                          | Walt                              |               |
| 2025 |                                                     | One Spoon of Chocolate              | ismeretlen szerep                 |               |
| 2027 |                                                     | Spider-Man: Beyond the Spider-Verse | Miles Morales / Pókember (hangja) |               |

### Televízió
| Év        | Magyar cím                 | Eredeti cím                          | Szerep                  | Megjegyzés |
| --------- | -------------------------- | ------------------------------------ | ----------------------- | ---------- |
| 2011      |                            | Tyler Perry's House of Payne         | Dante                   | 1 epizód   |
| 2011      |                            | Reed Between the Lines               | Blake                   | 1 epizód   |
| 2011      | A karácsonymanó meséje     | An Elf's Story: The Elf on the Shelf | Zart                    |            |
| 2012–2013 |                            | Incredible Crew                      | különböző karakterek    | főszerep   |
| 2013      |                            | The Watsons Go to Birmingham         | James Jr.               | tévéfilm   |
| 2016–2017 |                            | The Get Down                         | Shaolin Fantastic       | főszerep   |
| 2019–2023 | Wu-Tang: Egy amerikai saga | Wu-Tang: An American Saga            | Sha / Raekwon           | főszerep   |
| 2025-     |                            | Power Book III: Raising Kanan        | Branford "Breeze" Frady |            |